# Diga della Maigrauge
La diga della Maigrauge o diga di Pérolles è una diga a gravità situata in Svizzera, nel Canton Friburgo nei pressi di Friburgo. È stata la prima diga europea ad essere costruita con calcestruzzo.

## Descrizione
Ha un'altezza di 24 metri e il coronamento è lungo 195 metri. Il volume della diga è di 34.000 metri cubi. Il bacino creato dallo sbarramento, il lac de Pérolles ha un volume massimo di 0,4 milioni di metri cubi, una lunghezza di 2,3 km e un'altitudine massima di 553 m s.l.m. Lo sfioratore ha una capacità di 850 metri cubi al secondo. Le acque del lago vengono sfruttate dall'azienda Entreprises Électriques Fribourgeoises.

## Storia
La diga è stata costruita dal 1870 al 1872 per fornire acqua potabile e energia alle imprese situate sull'altopiano di Pérolles. Nel 1910 a seguito di una decisione del Consiglio di Stato, si alzò la diga di 2,75 metri. Nel 2000 la diga è stata irrobustita per migliorare lo stato dello sbarramento e reggere meglio le piene.